# ستيوارت تريتلي
ستيوارت تريتلي (بالإنجليزية: Stewart Tritle)‏ مواليد 22 مارس 1871 في فيرجينيا سيتي، نيفادا، الولايات المتحدة - الوفاة 7 مارس 1947 في سانت بطرسبرغ، فلوريدا، الولايات المتحدة، كان لاعب كرة مضرب أمريكي. سبق أن شارك في دورة الألعاب الأولمبية الصيفية حيث نافس في مسابقة الفردي للرجال في الألعاب الأولمبية الصيفية 1904..

## روابط خارجية
- ستيوارت تريتلي على موقع الاتحاد الدولي لكرة المضرب (الإنجليزية)
- ستيوارت تريتلي على موقع أوليمبيديا (الإنجليزية)